# Du & jag döden
Du & jag döden (en sueco "Tú y yo, la muerte") es un álbum de 2005 de la banda sueca Kent. Como el título sugiere, la muerte es uno de los temas principales del disco, el cual ha sido calificado por la banda como oscuro y deprimente.
El álbum vendió más de 200 000 copias en Escandinavia en las semanas posteriores a su publicación el 15 de marzo.

## Canciones
(Letra y música por J.Berg excepto donde aparece indicado)
1. 400 slag (400 golpes)
2. Du är ånga (Tú eres vapor)
3. Den döda vinkeln (El ángulo muerto)
4. Du var min armé (Tú fuiste mi ejército)
5. Palace & Main (J.Berg/M.Sköld)
6. Järnspöken (Fantasmas de hierro)*
7. Klåparen (J.Berg/M.Sköld)
8. Max 500
9. Romeo återvänder ensam (Romeo vuelve solo) (J.Berg/M.Sköld)
10. Rosor & palmblad (Rosas y palmas)
11. Mannen i den vita hatten (16 år senare) (El hombre del sombrero blanco (16 años después))

- “Järnspöken” juega con una expresión sueca, “Hjärnspöken", que significa fantasmas imaginarios, o fantasmas del cerebro. “Hjärna” es cerebro en sueco, y “järn" significa hierro, pero ambas palabras se pronuncian igual.

## Sencillos
- Max 500
- Palace & Main
- Den döda vinkeln

## Otra información
- La portada del disco y la cara reproducible del CD son negros.
- Hubo una edición limitada del disco con postales sensibles a la luz ultravioleta, un libreto impreso en papel muy fino y un póster con la portada, entre otras cosas, limitado a 9.000 unidades.
- El disco también estaba disponible en vinilo, limitado a 1.500 unidades.

- Datos: Q1754890